# Chapelle d’Eenelter

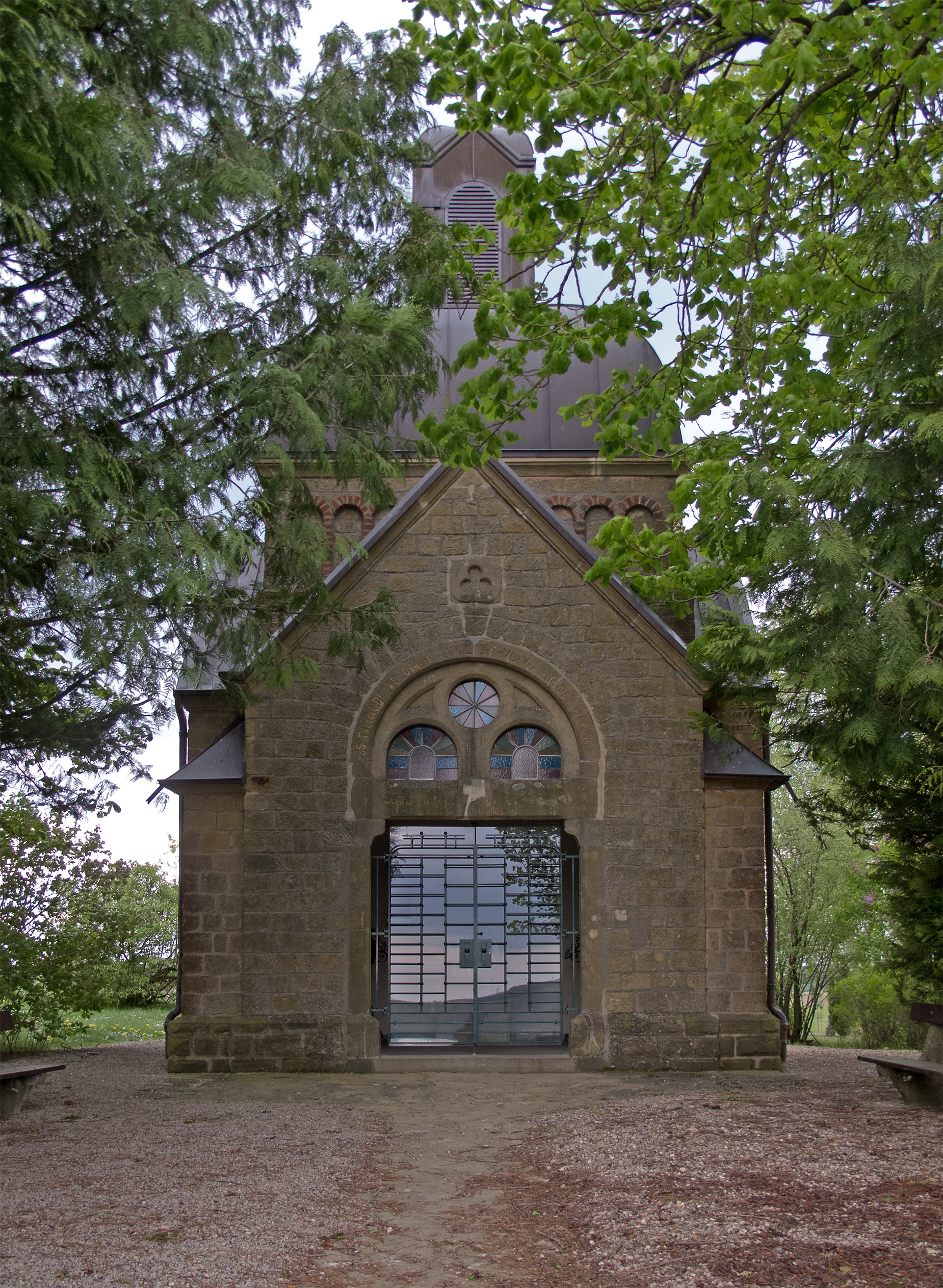
Vue de la chapelle depuis le sud

La chapelle d'Eenelter est une chapelle située sur le site du village disparu d'Eenelter près de Reckange dans la commune de Mersch. Elle est dédiée aux saints Donat et Thibaut.
Elle a été classée monument national en avril 2021. 

## Accès
À environ 70 m de la jonction de la route CR105C (rue Principale) avec la N8 (route d'Arlon) à Reckange, suivre le chemin qui quitte le village et monte en direction nord-ouest. La chapelle se trouve à environ 1,1 km du village, à une altitude de 263 m.

## Histoire[3]
La chapelle remonte probablement à l'ère paléochrétienne. En 1039, saint Thibaut de Provins y vit en ermite. La chapelle d'Eenelter est mentionnée pour la première fois dans un document datant de 1180. Déjà à cette époque la localité dispose de droits de marché ; l'Eenelter Maart, qui a lieu le 15 septembre, est l'un des plus anciens marchés du Luxembourg.
Une nouvelle chapelle est inaugurée en 1751. En 1799, pendant la Révolution française, les meubles sont confisqués. La chapelle est déjà délabrée à cette époque. À la demande du préfet et adjoint au maire de Mersch, Simon Neuens, le marché est déplacé à Mersch le 5 mai 1802,. 
La chapelle est reconstruite en 1897 et dédiée aux saints Donat et Thibaut.
Elle fait l'objet d'une restauration en 1997.
Depuis 2008, le marché d'Eenelter revit au centre du village de Reckange sous la forme du marché d'artisanat d'art du club de tennis de table DT Recken/Miersch

## Inscription et chronogramme

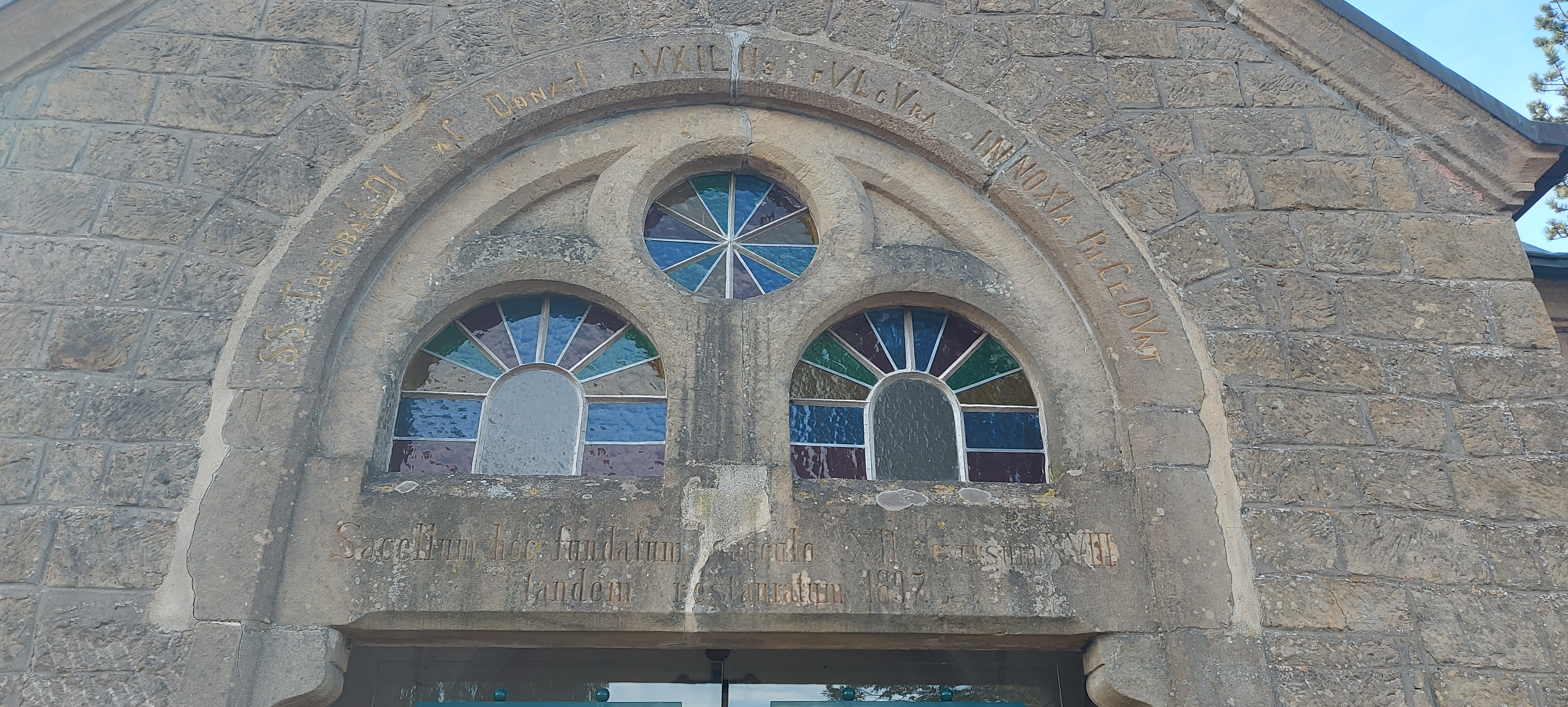
L'inscription sur la chapelle

Inscription au-dessus de la porte de la chapelle :
« SS TheobaLDI aC DonAti aVXILIIs fVLCVra InnoXia ReCeDVunt » Avec l'aide des saints Thibaut et Donat, les soutiens inépuisables sont de retour.
« Sacellum hoc fundatum saeculo XII  evcusum XVIII tandem restauratum 1897 » Cette chapelle a été fondée au XIIe siècle, inaugurée au XVIIIe siècle et restaurée en 1897

Le chronogramme donne l'année 1997. Cette inscription est donc très récente.

## Sur le web
- La chapelle d'Eenelter sur le site de la commune de Mersch
- Vidéo sur Youtube de la série Églises et Chapelles au Luxembourg: à propos de la Chapelle Eenelter